# Takehiko Endō
Takehiko Endō, jap. 遠藤 武彦 Endō Takehiko (ur. 5 października 1938 w Yonezawie, zm. 27 grudnia 2019) − japoński polityk, minister rolnictwa, leśnictwa i rybołówstwa.

## Życiorys
Był politykiem Partii Liberalno-Demokratycznej i w latach 1986–1993, 1996–2009 zasiadał w Izbie Reprezentantów. 27 sierpnia 2007 został minister rolnictwa, leśnictwa i rybołówstwa w rządzie premiera Shinzō Abe, ale kilka dni później – 3 września – w wyniku afer finansowych, ustąpił z urzędu.